# Mathilde Weissmannová-Zavrtalová
Mathilde Weissmannová-Zavrtalová (Mathilde Weissmann-Sawerthal) (2. února 1846 Temešvár – 22. července 1908 Řím) byla česká operní pěvkyně (sopranistka). Byla dcerou skladatele a vojenského kapelníka Josefa Rudolfa Zavrtala.
Stejně jako její otec studovala v letech 1859 až 1863 na Pražské konzervatoři, mimo jiné zpěv u Giovanniho Battisty Gordigianiho. Jejím prvním známým větším vystoupením byl koncert roku 1870 v Pise. V roce 1871 se odstěhovala do Londýna a získala angažmá v Drury Lane Theatre. Poté působila v německé opeře v Praze.
O její pěvecké kariéře není nic dalšího známo. Vdala se za Maximiliana barona Weissmanna. Je pohřbena na protestantském hřbitově (Cimitero Acattolico) v Římě.